# Olympe de Gouges

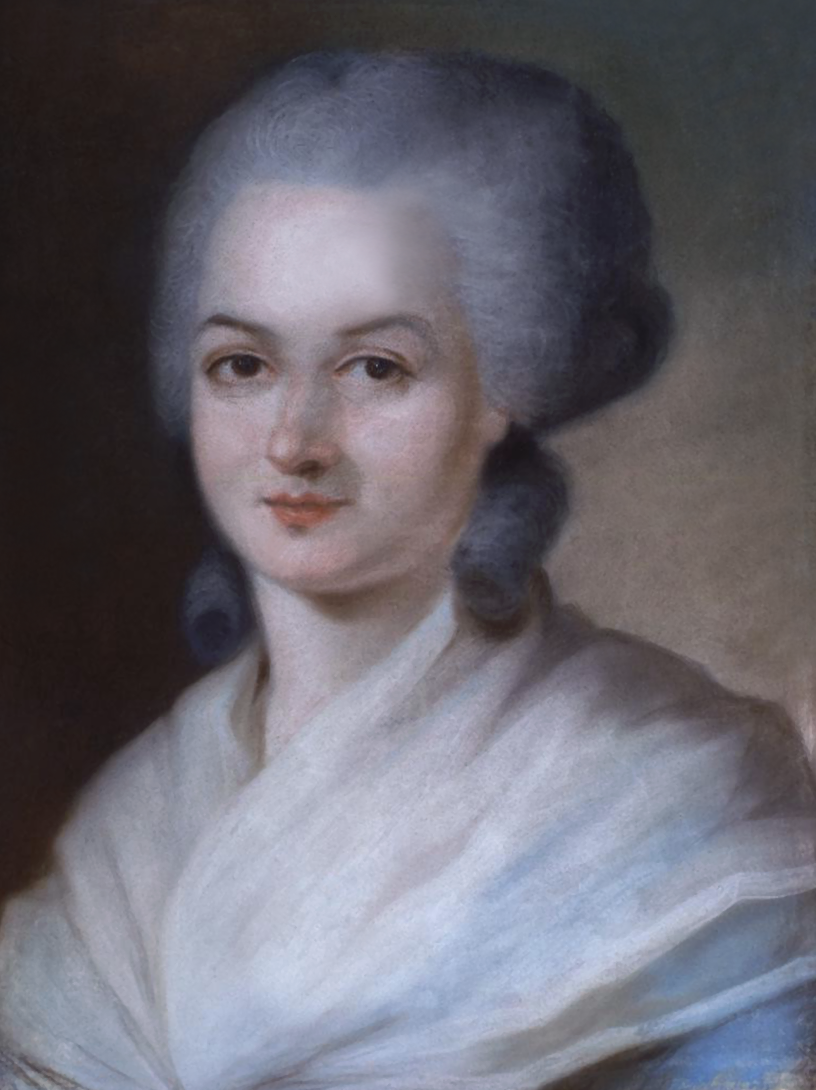
Olympe de Gouges,
Pastell von Alexander Kucharski (1741–1819)

Olympe de Gouges ⓘ [olɛ̃p də ɡuʒ] (eigentlich Marie Gouze; * 7. Mai 1748 in Montauban; † 3. November 1793 in Paris) war eine Revolutionärin, Frauenrechtlerin und Schriftstellerin im Zeitalter der Aufklärung. Sie ist die Verfasserin der Erklärung der Rechte der Frau und Bürgerin von 1791.

## Leben und Werk

### Kindheit
Marie Gouze wurde in Montauban in der südfranzösischen Provinz Quercy (im heutigen Département Tarn-et-Garonne) geboren und verbrachte dort ihre Jugend. Ihre Mutter, die Wäscherin Anne-Olympe Mouisset, war seit 1737 mit dem Metzger Pierre Gouze verheiratet, der aber nicht Maries biologischer Vater war. Es wird vermutet, dass sie einem Verhältnis ihrer Mutter mit Jean-Jacques Lefranc, Marquis de Pompignan, einem reichen Landadeligen und bekannten Widersacher Voltaires, entstammte.

### Ehe
Mit 17 Jahren wurde Marie Gouze – gegen ihren Willen – mit dem Pariser Wirt Louis-Yves Aubry verheiratet, der dank ihrer Mitgift eine Gastwirtschaft eröffnen konnte. 1766 wurde ihr Sohn Pierre geboren. Ihr Ehemann starb bald, wahrscheinlich bei einer Überschwemmung des Tarn. Die junge Witwe Aubry zog nach Paris, wo sich bereits ihre Schwester und ihr Schwager niedergelassen hatten. Sie heiratete kein zweites Mal; bekannt ist lediglich eine freie, langjährige Verbindung mit Jacques Biétrix de Rozières, Erbe eines Privilegs auf Militärtransporte.

### Schaffensphase
Im 18. Jahrhundert gab es in der breiten Bevölkerung selten Lese- und Schreibkenntnisse; insbesondere Frauen erhielten kaum Bildung. Hinzu kamen die unglücklichen Familienverhältnisse von Marie Gouze. Deshalb ist anzunehmen, dass sie in ihrer Kindheit lediglich Grundkenntnisse des Lesens und Schreibens erwerben konnte. In ihrer Heimat wurde überdies Okzitanisch gesprochen, das Französisch des Nordens war hier ungebräuchlich. Die Jahre zwischen ihrer Ankunft in Paris (etwa 1768) und dem Zeitpunkt, da sie ihr erstes Theaterstück bei einer Bühne einreichte (1784), nutzte sie zu intensivem Selbststudium: der Kultivierung des Französischen durch Konversation, Lektüre literarischer und politischer Schriften, Theaterbesuche und schließlich eigenen literarischen Versuchen. So verfasste die Aufklärerin bereits 1774 eine Denkschrift, die sich gegen die Sklaverei wandte. Aufgrund des umstrittenen Themas und des Geschlechts der Autorin wurde die Schrift erst nach der Revolution 1789 veröffentlicht.
1786 erschien unter Pseudonym ihr Briefroman Memoiren der Madame Valmont über die Undankbarkeit und die Grausamkeiten der Familie Flaucourt gegenüber der ihrigen, ihre verdeckte Autobiographie, worin sie u. a. die Behandlung unverheirateter Mütter und ihrer „Bastard“-Kinder kritisierte und über das Scheidungsrecht sowie das Recht schrieb, sexuelle Beziehungen außerhalb der Ehe zu führen. Diese Schriften ließen bereits ihren feministischen und gegen die Scheinmoral ihrer Zeit gerichteten Standpunkt erkennen.
Als Künstlernamen, mit dem sie viele ihrer Texte unterzeichnete, benutzte sie den Vornamen ihrer Mutter und eine abgewandelte Form ihres Familiennamens, den auch ihre Schwester Jeanne Gouges gebrauchte: Olympe de Gouges. Sie fand Zugang zu Kreisen der Frondeur-Opposition, die sich unter dem Schutz oppositioneller Prinzen versammelte; eine solche Enklave war das Palais Royal, wo Philippe Égalité, Herzog von Orléans, residierte und wo Madame de Gouges sehr wahrscheinlich Louis-Sébastien Mercier kennenlernte.

### Die Französische Revolution
1785 reichte die Autorin bei der Comédie-Française ihr Stück Zamore et Mirza ein, das die Sklaverei in den Kolonien thematisierte. Dies hatte zur Folge, dass sie jahrelang in Intrigen und Verleumdungen verwickelt und zwischenzeitlich sogar in der Bastille inhaftiert wurde. Erst im Dezember 1789 hatte das brisante Stück Premiere und schlug politisch hohe Wellen, bevor es kurzfristig vom Spielplan abgesetzt wurde.
Von Beginn an war de Gouges konfrontiert mit Anfeindungen aus diversen politischen Richtungen, die es irritierte, dass eine „femme auteur“ sich mit literarisch seriösen Theaterstücken politischen Inhalts an die Öffentlichkeit wagte. Frauenfeindliche Kritiker diskreditierten und diffamierten viele bekannte Frauen wie Mme de Staël, Mme Roland, Mary Wollstonecraft und auch diese Autorin. Trotz Verleumdungen und größter Schwierigkeiten war de Gouges vielseitig und produktiv: 1793 erschienen ihre Werke in zwei Bänden.

Während der Revolution wurde Olympe de Gouges eine leidenschaftliche Verfechterin der Menschenrechte der Frau, der Bürgerinnenrechte. Die Revolutionäre schlossen – mit wenigen Ausnahmen wie dem seit langem für die Frauenrechte eintretenden Aufklärer Nicolas de Condorcet – die weibliche Hälfte der Bevölkerung aus. Ebenfalls wurden von der Menschenrechtserklärung der Revolutionäre „in unterschiedlichem Ausmaß ... Juden, Schwarze [und das] Proletariat“ ausgeschlossen. Da die Menschenrechte an Bürgerrechte und einen nationalstaatlichen Kontext gekoppelt wurden, kamen nur besitzende europäische Männer in das Privileg der erklärten Menschenrechte. Olympe de Gouges veröffentlichte in diesen Jahren viele politische Texte zu aktuellen Ereignissen, die sie als Broschüren, Flugblätter und Plakate druckte und verbreitete. So entwickelte sie nicht nur fortschrittliche Ideen in der Frauenfrage oder der Befreiung der Sklaven, sondern vertrat auch frühsozialistische Ideen. Sie setzte sich für eine staatliche Fürsorge ein, forderte eine Mehr-Besteuerung der Reichen und die Einrichtung landwirtschaftlicher Genossenschaften auf unbebautem Land. 

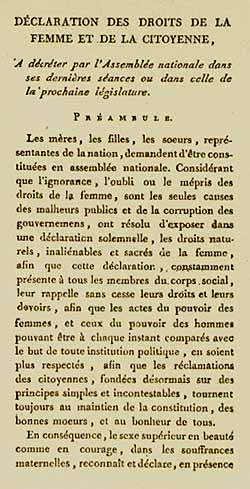
Auszug aus Die Erklärung der Rechte der Frau und Bürgerin von 1791

### Manifest über die Rechte der Frau und Bürgerin
Erst 1791 verfasste sie in großer Eile die Déclaration des droits de la Femme et de la Citoyenne (Erklärung der Rechte der Frau und Bürgerin), die als Protest gegen die Männer-Privilegien, die nun in Verfassungsrang erhoben waren, zu begreifen ist. Ihre feministisch-revolutionäre Erklärung der Rechte der Frau und Bürgerin war noch im Druck, als die männlich geprägte bürgerliche Verfassung bereits angenommen und Frankreich eine konstitutionelle Monarchie geworden war.
Zum Zeitpunkt des politischen Sieges des Dritten Standes und damit der Idee der Rechtsgleichheit aller Männer erging an die Regierung und die Abgeordneten eine neue, radikale Proklamation von Freiheits- und Gleichheitsrechten – für das weibliche Volk. Da der Souverän alle Frauen von der Volkssouveränität ausschloss, nannte Olympe de Gouges das neue Regime Tyrannei. Sie forderte von der Nationalversammlung im Namen der Mütter, Töchter und Schwestern der Nation, ihre Erklärung der Rechte der Frau und Bürgerin, die Anerkennung privater und politischer Bürgerinnenrechte, schnellstens zu verabschieden. Sie verlangte diese neue, universal-egalitäre Verfassung, denn die gerade in Kraft getretene sei illegitim und nichtig, weil das weibliche Volk nicht vertreten und an deren Ausarbeitung gar nicht beteiligt gewesen sei.
Das Dokument besteht aus mehreren Teilen, veröffentlicht im September 1791 unter dem Titel „Die Rechte der Frau“:
Brief an die Königin
Die Rechte der Frau (Anrufung: „Mann, bist du im Stande, gerecht zu sein…“)
Erklärung der Rechte der Frau und Bürgerin (an die Nationalversammlung)
Präambel
Artikel I bis XVII
Postambel
Form des Sozialvertrages zwischen Mann und Frau
Zwei Postskripte
Auszug:
„Das an Schönheit wie an Mut, die Beschwernisse der Mutterschaft betreffend, überlegene Geschlecht … erklärt die folgenden Rechte der Frau und Bürgerin:
Artikel 1: Die Frau wird frei geboren und bleibt dem Manne gleich in allen Rechten. Die gesellschaftlichen Unterschiede können nur im allgemeinen Nutzen begründet sein. …
Artikel 4: Freiheit und Gerechtigkeit beruhen darauf, dass dem anderen abgegolten wird, was ihm zusteht. So stößt die Frau bei der Wahrnehmung ihrer natürlichen Rechte nur an die ihr von der Tyrannei des Mannes gesetzten Grenzen; diese müssen durch die von der Natur und Vernunft diktierten Gesetze neu gezogen werden. …
Artikel 6: Das Gesetz soll Ausdruck des Willens aller sein; alle Bürgerinnen und Bürger sollen persönlich oder über ihre Vertreter zu seiner Entstehung beitragen. …
Artikel 10: … Die Frau hat das Recht, das Schafott zu besteigen. Gleichermaßen muss ihr das Recht zugestanden werden, eine Rednertribüne zu besteigen. …
Artikel 13: … Zu Fron und lästigen Pflichten wird die Frau ohne Unterschied herangezogen und muss deshalb bei der Zuteilung von Stellungen und Würden, in niederen und höheren Ämtern sowie im Gewerbe berücksichtigt werden.
Artikel 16: … die Verfassung ist null und nichtig, weil an ihrer Ausarbeitung die Mehrheit der Bevölkerung … nicht mitgewirkt hat.“
Beigefügt hat Olympe de Gouges einen an Rousseau erinnernden Gesellschaftsvertrag, in dem die Eherechte auf gleichberechtigter Basis geregelt wurden. Im Nachwort fordert sie die Frauen auf, die Philosophie zu studieren und die Ideen der Aufklärung zu verfolgen.

### Verhaftung und Todesurteil

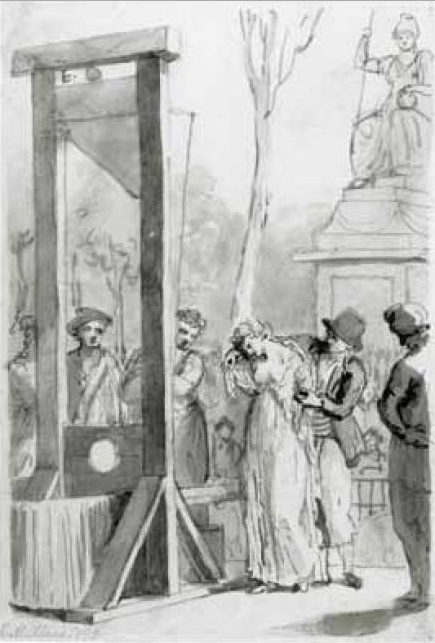
Olympe de Gouges vor der Guillotine 1793, Tuschezeichnung von Lavis de Mettais

Im Sommer 1793 zur Zeit der Terrorherrschaft Robespierres verhaftet und als Royalistin angeklagt, wurde Olympe de Gouges monatelang in verschiedenen Revolutionsgefängnissen eingekerkert. Der öffentliche Ankläger Antoine Fouquier-Tinville machte vor dem Sondergericht für politisch Andersdenkende, dem Revolutionstribunal, kurzen Prozess mit ihr. Der Historiker Karl Heinz Burmeister gibt an: „Ihre Neigung zu den Girondisten, ihr Bekenntnis zum Föderalismus und zur Monarchie, ihre Gegnerschaft zu den Jakobinern, ihre persönliche Feindschaft zu Robespierre, hatten zu ihrer Hinrichtung geführt; sie büßte aber auch für ihren Einsatz für die Rechte der Frau. Man empfand darin eine unerwünschte Einmischung in die den Männern vorbehaltene Politik.“ Darüber hinaus wurde ihr die Veröffentlichung (beziehungsweise geplante öffentliche Plakatierung) eines Textes mit dem Titel „Die drei Urnen“ zum Verhängnis, in welchem sie die Bevölkerung aufforderte, sich per Urnenwahl zwischen einer „republikanischen Regierung“, einer „föderativen Regierung“ und einer „monarchistischen Regierung“ zu entscheiden. Obwohl dieses Schreiben ihr Versuch war, eine eindeutige Positionierung der Gesellschaft gegen jegliche Monarchie zu erreichen, wurde ihr von ihren politischen Gegnern die Wahlmöglichkeit für die Monarchie als pro-monarchistische Bestrebung ausgelegt. Es handelte sich hier um eine letztlich erfolgreiche Strategie der Diskreditierung.
Aus der Haft heraus schrieb de Gouges an das Tribunal:

„Unerschrocken, gerüstet mit den Waffen der Redlichkeit, trete ich euch entgegen und verlange von euch Rechenschaft über euer grausames Treiben, das sich gegen die wahren Stützen des Vaterlandes richtet. (…) Ist nicht in Artikel 11 der Verfassung die Meinungs- und Pressefreiheit als kostbarstes Gut des Menschen verankert? Wären denn diese Gesetze und Rechte, ja die ganze Verfassung nichts weiter als hohle Phrasen, jedes Sinnes entleert? Wehe mir, ich habe diese traurige Erfahrung gemacht.“

Das Todesurteil wurde am 3. November 1793 auf der Place de la Révolution durch die Guillotine vollstreckt.

### Nachfahren

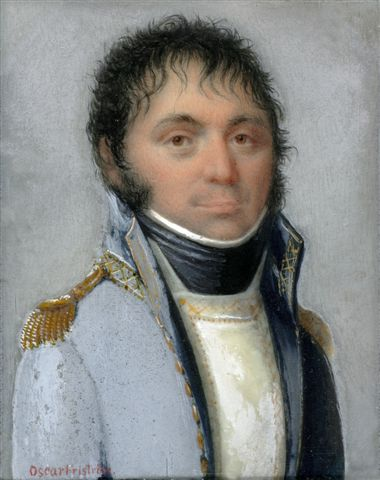
Pierre Aubry de Gouges

Nach Angabe von Olivier Blanc wanderte nach Olympes Tod ihr Sohn Pierre Aubry de Gouges (ab 1793 Offizier in der Rheinarmee) mit seiner Frau und fünf Kindern nach Guyana aus. Nach seinem Tod 1802 versuchte seine Frau nach Frankreich zurückzukehren, starb jedoch während der Schiffsreise. In Guadeloupe heirateten die beiden Töchter: Marie Hyacinthe Geneviève de Gouges den englischen Offizier Captain William Wood und Charlotte de Gouges den amerikanischen Politiker Robert S. Garnett.

## Zitate
„Mann, bist du überhaupt imstande, gerecht zu sein? […] Kannst du mir sagen, wer dir die unumschränkte Macht verliehen hat, die Angehörigen unseres Geschlechts zu unterdrücken? […] Schau auf den Schöpfer in seiner Weisheit, […] betrachte die Geschlechter in der Ordnung der Natur. […] Allein der Mann […] will in diesem Jahrhundert der Aufklärung und des klaren Verstandes in durch nichts mehr zu rechtfertigender Unwissenheit despotisch über ein Geschlecht herrschen, das über alle geistigen Fähigkeiten verfügt. Er nimmt für sich in Anspruch, die Revolution für sich allein zu nutzen und seine Rechte auf Gleichheit einzufordern, um nur so viel zu sagen.“

## Ehrungen

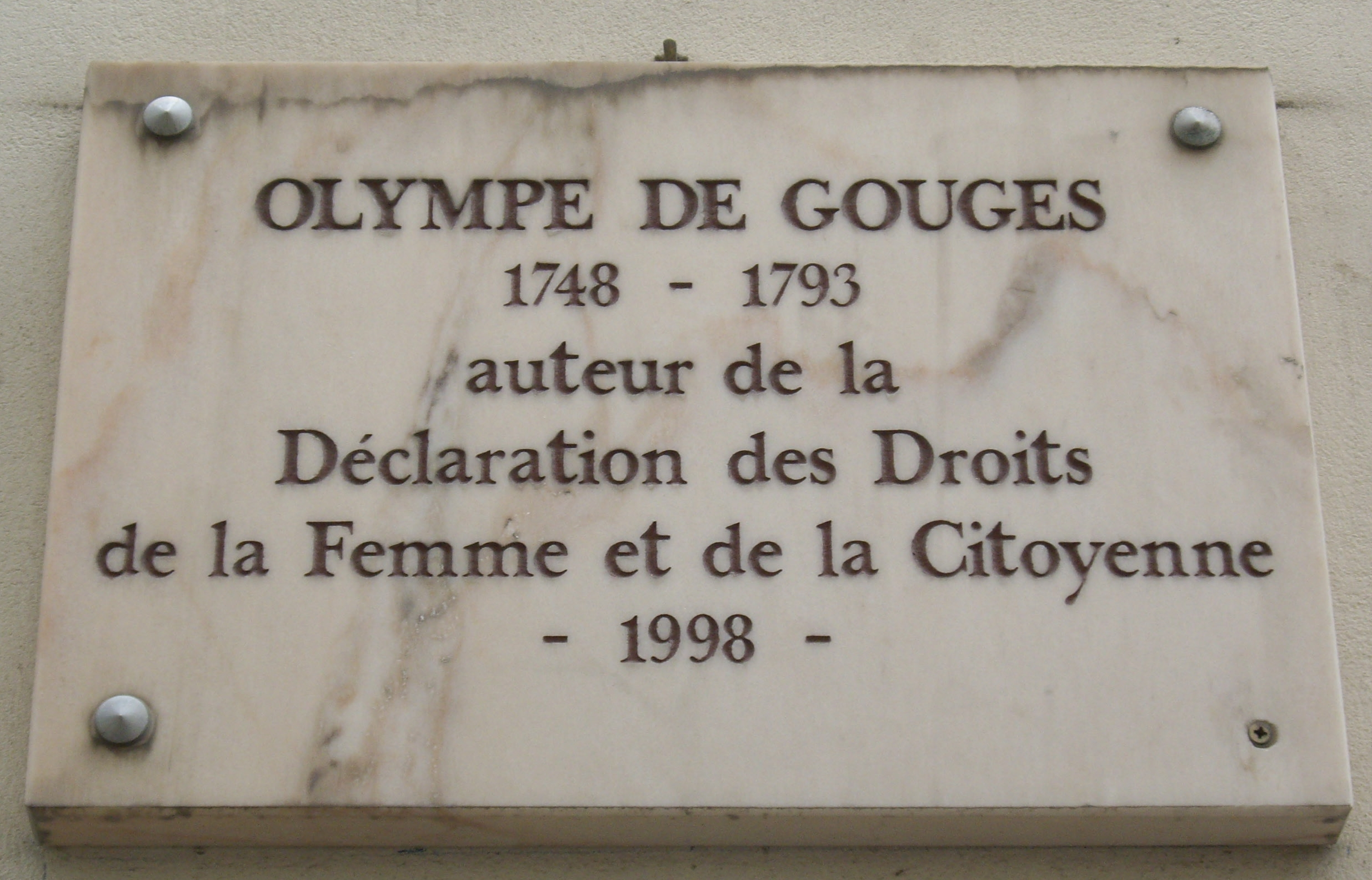
1998, Gedenktafel für die Verfasserin der Erklärung der Rechte der Frau und Bürgerin in Paris

- Mai 1998 Anbringung einer Gedenktafel 20, rue Servandoni, Paris
- November 1998 Anbringung einer Gedenktafel am Geburtshaus in Montauban
- Seit 2001 wird der Olympe-de-Gouges-Preis von der Arbeitsgemeinschaft sozialdemokratischer Frauen (ASF) vergeben
- 2004 wird im 3. Pariser Arrondissement die „Place Olympe de Gouges“ benannt
- Im Mai 2012 wird die neugegründete Tübinger Akademische Damenverbindung Olympea nach Olympe de Gouges benannt.
- Im Oktober 2013 war de Gouges eine der zwei Kandidatinnen, die der französische Präsident François Hollande zur Überführung in das Pariser Panthéon vorschlagen wollte.
- Im Juli 2024 wurde im Rahmen der Eröffnungsfeier der Olympischen Sommerspiele in Paris eine Statue von Olympe de Gouges und neun weiteren berühmten Französinnen enthüllt und im Anschluss an die Stadt übergeben.[12]

### Primärliteratur (Original)
- Olympe de Gouges: Déclaration des Droits de la femme et de la citoyenne suivi de Préface pour les Dames ou Le Portrait des femmes. Nachwort von Emanuèle Gaulier, Éditions Mille et Une Nuits 2003, ISBN 978-2-84205-746-6.

### Schriften von Olympe de Gouges in deutscher Übersetzung
- Die Frau ist frei geboren. Texte zur Frauenemanzipation, 1789–1870, Band I, Herausgegeben und kommentiert von Hannelore Schröder,  C.H. Beck, München 1990, ISBN 3-406-06001-3.
- Denkschrift der Madame de Valmont. / Mémoire de Madame de Valmont. (1788) Herausgegeben von Gisela Thiele-Knobloch, Helmer, Frankfurt am Main 1993, ISBN 3-927164-44-5.
- Hannelore Schröder (Hrsg.): Mensch und Bürgerin. „Die Rechte der Frau“. ein-fach-verlag, Aachen 1995, ISBN 3-928089-08-0.
- Karl Heinz Burmeister (Hrsg.): Die Rechte der Frau 1791. Wallstein, Göttingen 2003, ISBN 978-3-89244-736-8.
- Gabriele Wachter (Hrsg.): Die Rechte der Frau und andere Schriften. / Les droits de la femme. Parthas, Berlin 2006, ISBN 978-3-86601-273-8.
- Viktoria Frysak und Corinne Walter (Hrsg.): Der philosophische Prinz. Erzählung aus dem Osten. Edition Viktoria, Wien 2010, ISBN 978-3-902591-03-6.
- Monika Dillier (Hrsg.): Schriften. Stroemfeld, Basel / Roter Stern, Frankfurt am Main 1989, ISBN 3-87877-147-9.
- Viktoria Frysak (Übers.): Molière bei Ninon oder Das Jahrhundert der großen Männer. Edition Viktoria, Wien 2013, ISBN 978-3-902591-04-3.
- Gisela Bock (Hrsg.): Die Rechte der Frau/Déclaration des droits de la femme. dtv, München 2018, ISBN 978-3-423-28982-5 (Zweisprachige Ausgabe in der Reihe dtv Bibliothek).

### Sekundärliteratur
- Olivier Blanc: Marie-Olympe de Gouges, Une humaniste à la fin du XVIIIe siècle. Editions René Viénet, Cahors 2003, ISBN 2-84983-000-3 (französisch).
- Olivier Blanc: Olympe de Gouges. Promedia, Wien 1989, ISBN 3-900478-31-7.
- José-Louis Bocquet; Catel Muller (Illustrator): Die Frau ist frei geboren – Olympe de Gouges. Splitter, Bielefeld 2013, ISBN 978-3-86869-561-8.
- Lottemi Doormann: „Ein Feuer brennt in mir“. Die Lebensgeschichte der Olympe de Gouges. Beltz, Weinheim / Basel 2003, ISBN 978-3-407-80725-0.
- François Furet; Mona Ozouf (Hg.): Kritisches Wörterbuch der Französischen Revolution, 2. Bd. Suhrkamp, Frankfurt/M. 1996.
- Ute Gerhard: Menschenrechte auch für Frauen. Der Entwurf der Olympe de Gouges. In: Kritische Justiz, Jg. 20, H. 2 (1987), S. 127–149.
- Salomé Kestenholz: Die Gleichheit vor dem Schafott. Porträts französischer Revolutionärinnen. dtv, München 1988 & Luchterhand, Darmstadt 1991, ISBN 3-630-61818-9.
- Gerlinde Kraus: Bedeutende Französinnen. Schröder, Mühlheim am Main & Norderstedt 2007, ISBN 978-3-9811251-0-8.
- Jean-Paul Lehners: Gleich, aber doch verschieden? Ein Beitrag zur Frage der Frauenrechte am Ende des 18. Jahrhunderts am Beispiel Olympe de Gouges. In: Zeitschrift für Menschenrechte, Jg. 3, Nr. 1 (2009), S. 89–106.
- Andrea Maihofer: Dialektik der Aufklärung. Die Entstehung der modernen Gleichheitsidee, des Diskurses der qualitativen Geschlechterdifferenz und der Rassentheorien. In: Zeitschrift für Menschenrechte, Jg. 3, Nr. 1 (2009), S. 89–106.
- Sophie Mousset: Women’s Rights and the French Revolution. A Biography of Olympe de Gouges. Transaction Publ, New Brunswick / London 2006, ISBN 978-0-7658-0345-0 (bei Google Books: online in großen Teilen les- und durchsuchbar).
- Paul Noack: Olympe de Gouges, 1748–1793. Kurtisane und Kämpferin für die Rechte der Frau. dtv, München 1992, ISBN 3-423-30319-0.
- Eduard Maria Oettinger (Bearb.): Jules Michelet: Die Frauen der französischen Revolution. Leipzig 1854, S. 103–109 online (mit teils irrigen Angaben und misogynen Äußerungen[14]).
- Hannelore Schröder: Menschenrechte für weibliche Menschen. ein-fach-verlag, Aachen 2000, ISBN 3-928089-23-4.